# ヘガクステン橋
ヘガクステン橋（スウェーデン語: Högakustenbron) とはスウェーデン北部オンゲルマンランド地方のヘーノーサンドとクラームフォシュの市境上にあるヴェーダ近くのオンゲルマン川河口を渡る吊橋である。このあたりの地域は通常ヘーガ・クステンと呼ばれている。この橋は同じ川の上流を渡るサンドーブロン橋を置き換える形でE4号線 (E4)の延伸として架けられた。
スカンディナヴィアの中では2番目に長い吊橋で(一番長いのはデンマークのグレートベルト・リンク)、ヨーロッパでは3番目に長く、世界では11番目の長さである。
総延長は1,867m、最大支間長は1,210m、橋桁の高さは180mとなっている。船が通れる最大の高さは40mである。1993年から1997年にかけて建設され、1997年12月1日に開通した。